# NGC 7197
NGC 7197 est une vaste galaxie spirale située dans la constellation du Lézard. Sa vitesse par rapport au fond diffus cosmologique est de 4 060 ± 25 km/s, ce qui correspond à une distance de Hubble de 59,9 ± 4,2 Mpc (∼195 millions d'al). NGC 7197 a été découverte par l'astronome germano-britannique William Herschel en 1786.
La classe de luminosité de NGC 7197 est I.